# 204년

## 연호
- 후한(後漢) 건안(建安) 9년

## 기년
- 후한(後漢) 헌제(獻帝) 16년
- 신라(新羅) 내해 이사금(奈解泥師今) 9년
- 고구려(高句麗) 산상왕(山上王) 8년
- 백제(百濟) 초고왕(肖古王) 39년

## 사건
- 대방군 설치된다.

## 탄생
- 위나라 2대 황제 조예

## 사망
- 규람(嬀覽)
- 대운(戴員)
- 심배(審配)
- 허유(許攸)